# Иларион (Шукало)

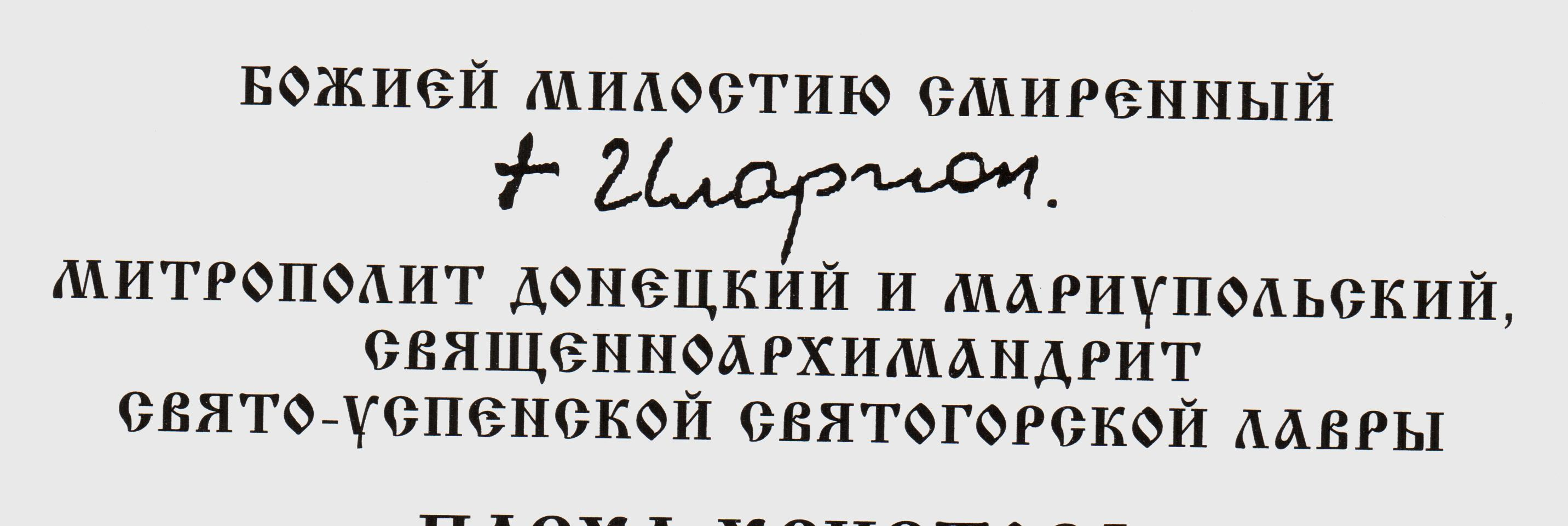
Подпись

Митрополи́т Иларио́н (укр. Митрополит Іларіон; в миру Рома́н Васи́льевич Шука́ло, укр. Роман Васильович Шукало; 3 мая 1951, Львов, УССР, СССР) — епископ Русской православной церкви, в 1996 ― 2024 гг. управлял Донецкой епархией (как архиерей Украинской православной церкви). Постоянный член Священного Синода УПЦ (2011―2023).

## Биография
Родился 3 мая 1951 года в посёлке Рудно Железнодорожного района Львова, в православной рабочей семье переселенцев из Холмщины.
С 1968 года — студент Львовского сельскохозяйственного института; позже аспирант Украинской сельскохозяйственной академии в Киеве (защитил кандидатскую диссертацию), совмещал с учёбой послушание иподиакона при митрополите Львовском и Тернопольском Николае (Юрике). Позже работал преподавателем Вишненского сельхозтехникума (Львовская область), был начальником районного управления сельского хозяйства.
С февраля 1979 года по август 1980 года — псаломщик Успенского храма в Будённовском районе города Донецка.
С 1980—1984 годах — учёба в Одесской духовной семинарии.
15 февраля 1981 года митрополитом Херсонским и Одесским Сергием (Петровым) рукоположён во диакона в состоянии целибата к Петропавловскому кафедральному собору Ворошиловограда.
24 октября 1982 года рукоположён митрополитом Львовским и Тернопольским Николаем (Юриком) во иерея, назначен ключарём того же собора.
В 1985 году назначен настоятелем Николаевского храма в городе Ровеньки Ворошиловградской области. В 1987 году назначен настоятелем Николаевского собора в городе Старобельск и благочинным Старобельского округа.
В 1987—1991 годы обучался в Московской духовной академии.
5 сентября 1991 года решением Священного синода Украинской православной церкви определён к епископскому служению на Ивано-Франковской и Коломыйской кафедре. 21 сентября в Киево-Печерской лавре был пострижен в монашество с именем Иларион в честь преподобного Илариона, схимника Киево-Печерского. 27 сентября возведён в сан архимандрита. 29 сентября во Владимирском соборе Киева хиротонисан во епископа; хиротонию возглавил митрополит Киевский и всея Украины Филарет (Денисенко).
С декабря 1991 года (по другим данным — с января 1992) по апрель 1992 года одновременно управлял Черновицкой епархией.
6 апреля 1992 года назначен епископом Херсонским и Таврическим.
23 ноября 1995 года был возведён в сан архиепископа.
В сентябре 1996 года назначен архиепископом Донецким и Мариупольским с сохранением управления Херсонской кафедрой.
11 июня 1997 года освобождён от управления Херсонской кафедрой, назначен временно управляющим Горловской епархией.
23 ноября 2000 года возведён в сан митрополита.
29 сентября 2010 года награждён правом ношения второй панагии.
14 июня 2011 года введён в состав постоянных членов Священного Синода УПЦ.
Стараниями архиепископа Илариона в центре Донецка было начато строительство Спасо-Преображенского кафедрального собора в рамках подготовки к празднованию на Украине 2000-летия Рождества Христова. За короткое время на центральной улице города была воздвигнута поминальная часовня святой великомученицы Варвары в память о трагически погибших шахтёрах. Благодаря усилиям владыки была совершена канонизация святого митрополита Игнатия Мариупольского, основателя Мариуполя, почитаемого жителями Приазовья.
25 сентября 2023 года выведен из состава постоянных членов Священного синода УПЦ в связи с невозможностью принимать участие в заседаниях.
24 октября 2024 года решением Священного синода Русской православной церкви, «учитывая состояние здоровья Преосвященного митрополита Донецкого и Мариупольского Илариона, существенно затрудняющее беспрепятственное управление им епархией, тем более в условиях региона, где идут военные действия» почислен на покой «с выражением благодарности ему за понесенные многолетние труды по созиданию епархиальной жизни, строительству многочисленных храмов, рукоположению многих священнослужителей». 4 ноября 2024 года митрополит Владимир (Самохин) и митрополит Иларион совершили совместную молитву в Свято-Николаевском архиерейском соборе, после чего митрополит Иларион пожелал новому правящему архиерею помощи Божией. В связи с его почислением на покой СМИ сообщали, что ряд архиереев Украинской православной церкви подписал заявление с осуждением решения синода РПЦ, которое они назвали «антиканоническим». В ответ на критику глава синодального отдела по взаимоотношениям церкви с обществом и СМИ Московского патриархата Владимир Легойда заявил, что смена митрополита в Донецкой епархии связана с «особыми условиями военных действий, когда ход церковной жизни настоятельно требует таковых решений».

## Награды

### Церковные
Русская православная церковь
- Орден преподобного Сергия Радонежского I (2011 г.)[8] и II (1999 г.) ст.
- Орден святого благоверного князя Даниила Московского II степени (2004 г.)

Украинская Православная Церковь
- Орден святых Антония и Феодосия Печерских II ст. (УПЦ)
- Орден Св. великого князя Владимира I, II и III ст. (УПЦ)
- Орден Св. Ап. Иоанна Богослова (УПЦ)

Награды поместных церквей
- Орден Св. равноапостольной Марии Магдалины II ст. (Польская православная церковь, 2021).

### Государственные
- Орден «За заслуги» I степени (3 мая 2011 года) — за весомый личный вклад в утверждение идеалов гуманизма и милосердия в обществе, многолетнюю подвижническую деятельность[9]
- Орден «За заслуги» II степени (2 июля 2007 года) — за весомый личный вклад в социально-экономическое, культурное развитие Донецкой области, весомые трудовые достижения и по случаю 75-летия образования области[10]
- Орден «За заслуги» III степени (2 мая 2001 года) — за весомый личный вклад в утверждение идей милосердия и согласия в обществе, многолетнюю плодотворную церковную деятельность[11]
- Орден Дружбы (11 июля 2013 года, Россия) — за большой вклад в развитие дружественных отношений между народами и укрепление духовных традиций[12]
- Почётная грамота Кабинета министров Украины (11 июля 2002).

### Общественные
- Почётный гражданин Донецка.
- Почётный памятный знак «Орден Великого князя Сергея Александровича» (4 июня 2015 года, Императорское православное палестинское общество)[13].